# Aert de Gelder
Aert de Gelder /névváltozat Arent Gelder/ (Dordrecht, 1645. október 26. — Dordrecht, 1727. augusztus 27.) holland festő, művészeti felfogásában mestere,  Rembrandt szellemi örökségét vitte tovább a 18. századba.

## Életpályája
Gazdag családból származott, a későbbiekben sem szorult arra, hogy a festészetből kelljen megélnie, így teljesen szabadon kibontakoztathatta tehetségét, megőrizhette sajátos egyéni stílusát. De Geldert 1660 körül Samuel van Hoogstraten tanította, majd 1661–63 közt a már egészen elfeledett idős Rembrandthoz került Amszterdamba, tőle sajátított el számos mesterségbeli fogást, köztük a  chiaroscuro alkalmazását és a szabad ecsetkezelést, de nemcsak a festői eszközök rendkívüli virtuozitással való elsajátításával és egyéniségéhez való alkalmazásával (például De Gelder a világosabb színeket előnyben részesítette) tűnt ki, hanem annak a szellemiségnek, a mélységes humanizmusnak az átérzésével is, amely Rembrandt művészetét jellemezte.
Visszatérve szülővárosába is megtartotta komoly művészi hangját, nem keverte stílusát a flamandos mesterkélt finomkodással. A figurális ábrázolás kiváló mestere volt, vallási témájú képeket és arcképeket festett, Passiósorozat-ában a tájábrázolás is jelentős szerepet kapott, életképszerűen beállított portrékat is festett. Legjelentősebb talán 22 részből álló Passiósorozata, amelyből 12 képet az amszterdami Rijks Múzeumban, a többit pedig a németországi Johannisburg kastélyban őrzik.

## Műveiből
- Ábrahám a három angyallal (Rotterdam)
- Ecce homo (Drezda)
- Zsidó menyasszony (München)
- Eszter és Mardochái (Szépművészeti Múzeum, Budapest)
- Noteman[7] (1690)
- Passiósorozat (1715 körül, több helyen)

## Galéria
- Önarcképe munka közben (1685)
- Dávid király (1683-as változat)